# Dieplader

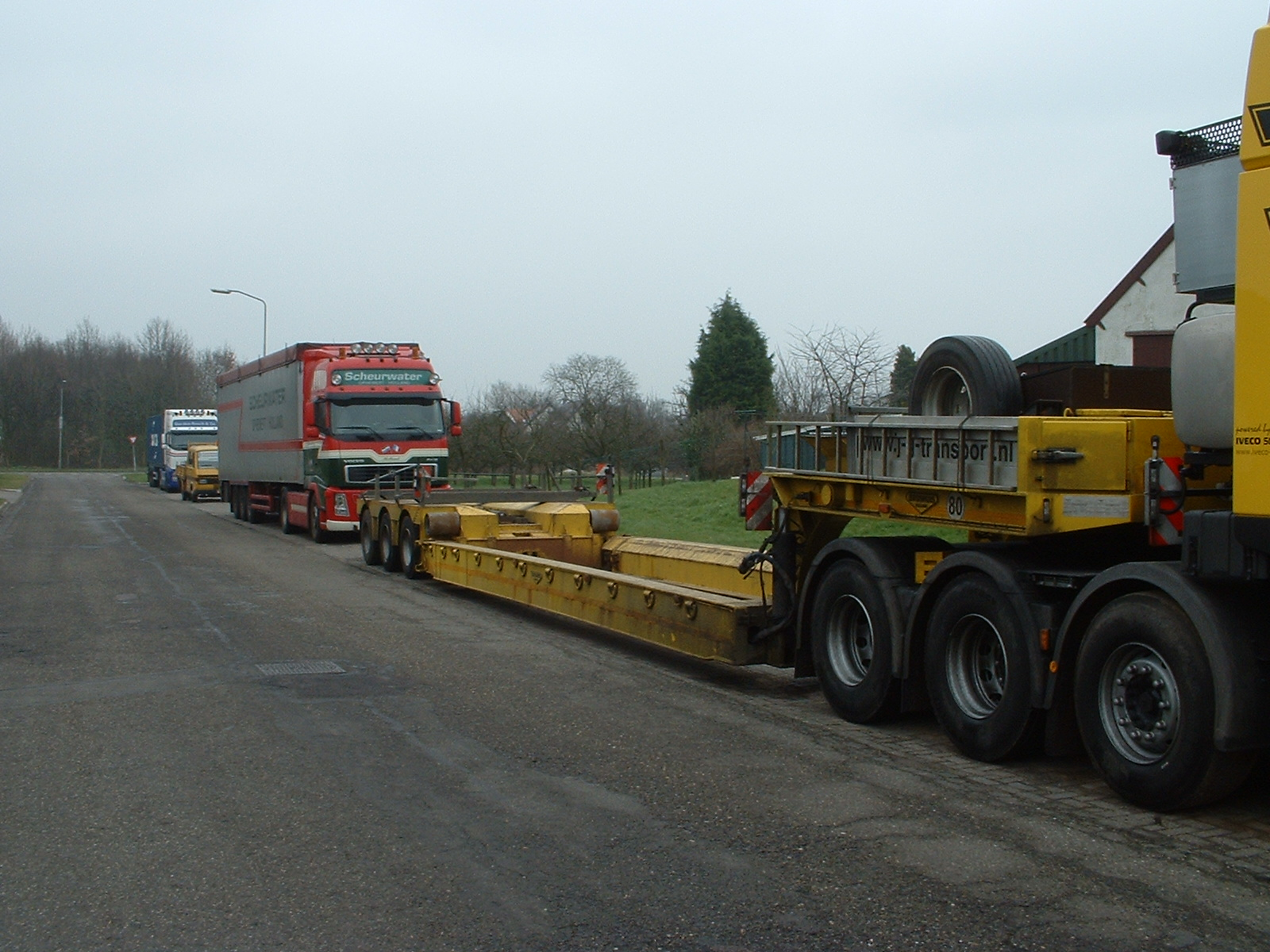
Dieplader

Een dieplader is een oplegger die gebruikt wordt voor het vervoer van hoge ondeelbare voorwerpen.

## Constructie
De laadruimte bevindt zich tussen de nek van de oplegger en de achterste assen. Deze ruimte is verlaagd, zodat een hogere lading meegenomen kan worden. Indien deze hoge lading op een gewone oplegger wordt vervoerd, is het transport meestal hoger dan toegelaten door het verkeersreglement en kunnen er problemen optreden bij het onderdoorrijden van bruggen. Diepladers worden o.a. ingezet bij het vervoer van machines voor de wegenbouw.
Een nadeel van een dieplader is dat hij niet overdekt is. Een dieplader kan daarom alleen ingezet worden voor het transport van voorwerpen die geen hinder ondervinden van wind of water. Een dieplader zal daarom ook veelal leeg terugrijden omdat er geen terugvracht voorhanden is.

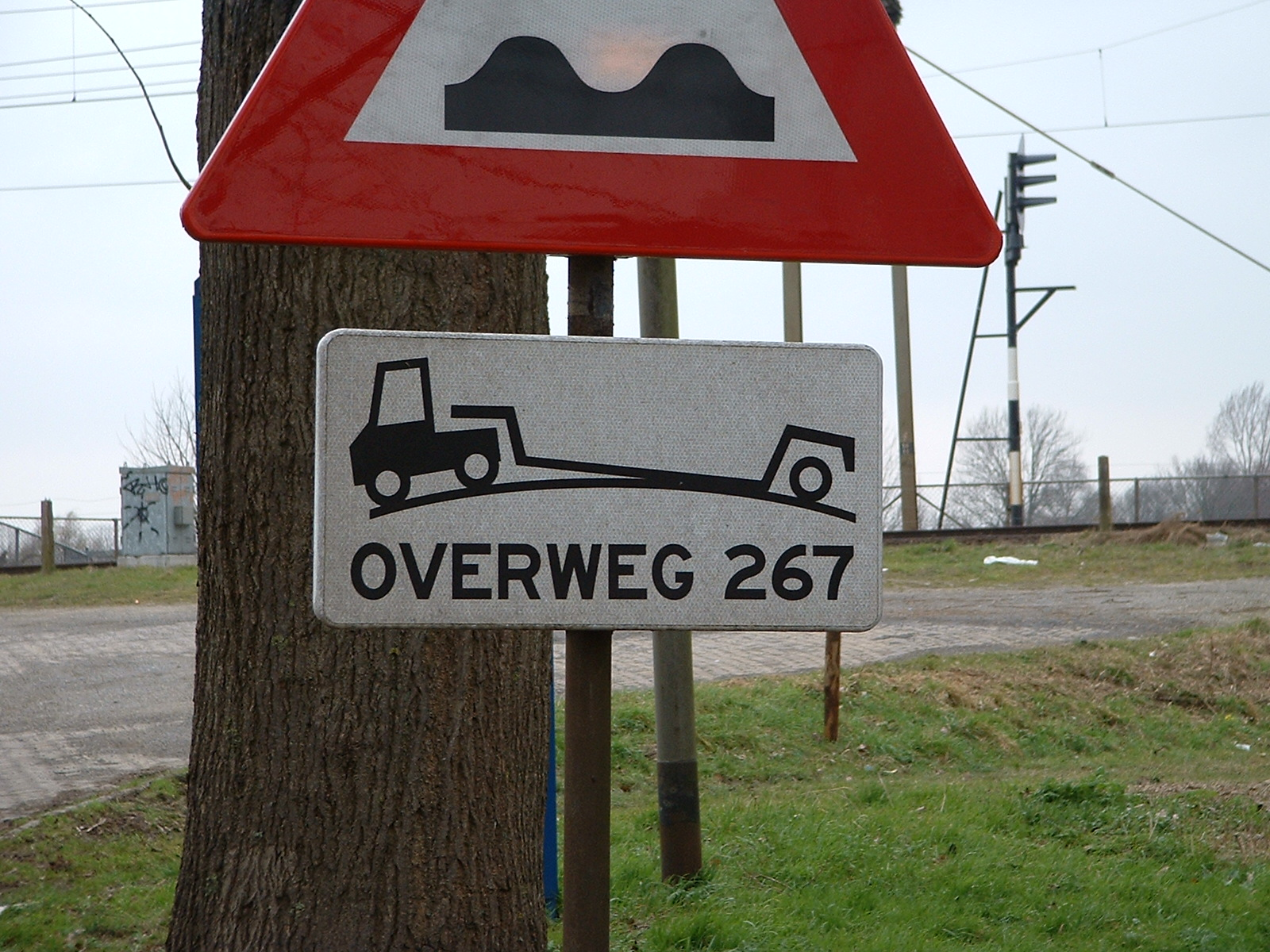
Verkeersbord bij spoorwegovergang

## Spoorwegovergangen (Nederland)
De kleine bodemvrijheid tussen de onderkant van de dieplader en het wegdek kan tot gevaarlijke situaties leiden bij drempels of spoorwegovergangen. Daarom staat bij een aantal spoorwegovergangen een verkeersbord dat de noodzakelijke bodemvrijheid aangeeft. Dit staat ook allemaal in het diepladerboekje dat men kan downloaden vanaf de website van ProRail.

## Producenten
Diepladers worden o.a. geproduceerd door Broshuis, Nooteboom, Goldhofer, Faymonville, Scheuerle, Nicolas en Gheysen & Verpoort.